# Hemigrammus bleheri
Hemigrammus bleheri Géry & Mahnert, 1986 è un pesce osseo d'acqua dolce appartenente alla famiglia Characidae anche noto come Petitella bleheri.

## Distribuzione e habitat
Proviene dai torrenti di Colombia e Brasile, dove è diffuso nel Meta e nel bacino del Rio Negro, in zone ricche di vegetazione.

## Descrizione
Il corpo è allungato, grigiastro, e raggiunge i 3,6 cm. Sulla testa la colorazione è molto più accesa, di un rosso intenso, e quindi molto evidente. La pinna caudale è biforcuta e presenta macchie bianche e nere. Questa specie può essere facilmente confusa, a causa della colorazione, con Petitella georgiae e Hemigrammus rhodostomus.

## Biologia

### Comportamento
È una specie che forma gruppi.

### Alimentazione
È carnivoro e la sua dieta è composta da invertebrati come crostacei e insetti.

### Riproduzione
È oviparo, la fecondazione è esterna. Le uova si schiudono in circa quattro giorni.

## Acquariofilia
Difficilmente si riproduce in acquario, ma è comunque abbastanza comune in commercio. Ne è stata selezionata una varietà "golden".